# Myxarium
Myxarium is een geslacht van schimmels behorend tot de familie Hyaloriaceae. De typesoort is de klontjestrilzwam (Myxarium nucleatum).

## Soorten
Volgens Index Fungorum bevat het geslacht 19 soorten:
| Soortnaam                             | Auteur(s)                                   | Publicatiejaar |
| ------------------------------------- | ------------------------------------------- | -------------- |
| Myxarium allantosporum                | K. Wells & Bandoni                          | 2004           |
| Myxarium cinnamomescens               | (Raitv.) Raitv.                             | 1971           |
| Myxarium cirratulum                   | A. Savchenko & V. Spirin                    | 2019           |
| Myxarium crozalsii                    | (Bourdot & Galzin) Spirin & Malysheva       | 2019           |
| Myxarium evanidum                     | V. Spirin & K.H. Larsson                    | 2019           |
| Myxarium frumentaceum                 | A. Savchenko & V. Malysheva                 | 2019           |
| Myxarium fugacissimum                 | (Bourdot & Galzin) V. Malysheva & V. Spirin | 2019           |
| Myxarium hyalinum                     | (Pers.) Donk                                | 1966           |
| Myxarium intermedium                  | Maham., Kund. & M.S. Patil                  | 2002           |
| Myxarium legonii                      | (P. Roberts) P. Roberts                     | 2019           |
| Myxarium mesomorphum                  | (Bourdot & Galzin) K. Hauerslev             | 2019           |
| Myxarium mesonucleatum                | Kisim.-Hor., Oberw. & L.D. Gómez            | 2000           |
| Myxarium minutissimum                 | (Höhn.) Spirin & Trichies                   | 2019           |
| Myxarium nucleatum (Klontjestrilzwam) | Wallr.                                      | 1833           |
| Myxarium populinum                    | (P. Karst.) Spirin & V. Malysheva           | 2017           |
| Myxarium rotundum                     | A. Savchenko & V. Spirin                    | 2019           |
| Myxarium simile                       | A. Savchenko & V. Malysheva                 | 2019           |
| Myxarium stratosum                    | (Bourdot & Galzin) M. Dueñas                | 2005           |
| Myxarium subsphaerosporum             | Kisim.-Hor., Oberw. & L.D. Gómez            | 2000           |